# 山口放送山口ラジオ中継局
山口放送山口ラジオ中継局（やまぐちほうそうやまぐちラジオちゅうけいきょく）は、山口県山口市にあった山口放送の中波放送中継局である。
2024年3月4日未明の停波を以て事実上廃止された。

## 概要
山口市は元々周南本局（大津島ラジオ送信所）の放送エリアであったが、山に遮られ聴取困難なエリアが多く存在したことから、山口市中部の黒川地区に新たに中継局を設置、山口市周辺に電波を発射していた。
設置時の経緯、およびKDDI山口衛星通信センターをはじめとする近傍の衛星通信局との干渉を防ぐ意味もあって、設置当初は出力は100Wで低く抑えられていた。2009年4月27日を以て、これまでの1458kHzを周南本局と同一の765kHzに変更し、出力も100Wから300Wに増力された。このため放送支局としてのコールサイン「JOPO」は廃止となった。
山口放送は全国でも異例の速さで、AMラジオ放送のFM完全移行を行うことを公言しており、2023年晩秋の免許更改に併せて認められたAM放送休止特例により、2024年3月4日未明の放送終了を以て、翌年1月末までの運用休止に入った。ただ、それ以降も休止を継続し、そのまま完全廃止とする可能性があることも公式サイトに於いて言及されているため、この措置は事実上の廃局にあたる。
NHK山口放送局の中波放送については、本局送信所が防府市西浦（防府ラジオ放送所）に置かれている。山口市内はこのエリアに含まれている。
- 置局住所は、山口市黒川字宮の前3109-1

## 中継局概要
| 放送局名    | コールサイン | 周波数 | 空中線電力 | 放送対象地域 | 放送区域内世帯数 |
| KRY山口放送 | ※            | 765kHz | 300W       | 山口県       | 8万0310世帯      |

※かつてはJOPOが割り当てられていたが、廃止